# Солнцецвет монетолистный
Солнцецвет монетолистный (лат. Helianthemum nummularium) — вид цветковых растений семейства Ладанниковые (Cistaceae).

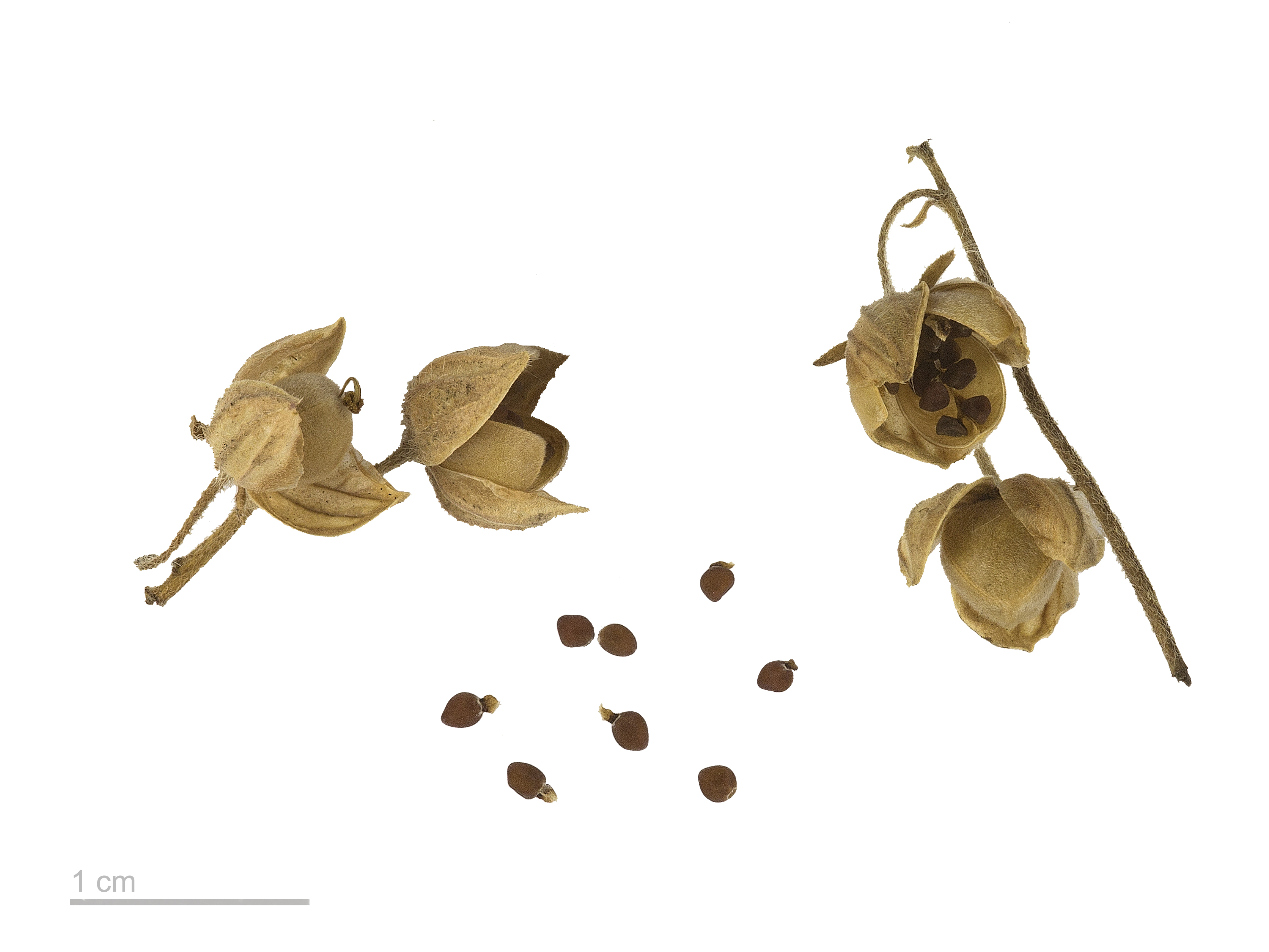
Плоды и семена солнцецвета монетолистного. Тулузский музей

## Описание
Вид вечнозелёных стелющихся растений. Стебли разветвленные. Кустарник покрыт ярко-жёлтыми цветами, по форме напоминающими блюдце. Центром цветка является высокое рыльце, окружённое несколькими оранжевыми тычинками. Солнцецвет монетолистный произрастает на равнинных каменистых почвах. Реже встречается в полевых условиях. Растение не боится засушливых районов.
В природе встречаются кустарники с жёлтыми цветами, в то время как садовые растения обладают оттенками от белого до тёмно-красного.
Солнцецвет монетолистный цветёт в течение всего лета. Основной период цветения приходится с мая по июль. Цветы растения являются отличным медоносом для пчёл, а листья — пищей для личинок бабочек и мотыльков.

## Классификация

### Таксономия
Helianthemum nummularium Mill., 1768, Gard. Dict. ed. 8 : n.º 12
Вид Солнцецвет монетолистный относится к роду Солнцецвет (Helianthemum) семейства Ладанниковые (Cistaceae) порядка Мальвоцветные (Malvales). Кладограмма в соответствии с Системой APG IV по состоянию на декабрь 2023 года:
|  |                                      |  |                                   |                                   |                        |  | ещё 9 семейств | ещё 9 семейств |                          |  |                          |  | еще 153 подтвержденных вида и 154 вида, ожидающих подтверждения | еще 153 подтвержденных вида и 154 вида, ожидающих подтверждения |  |
|  |                                      |  |                                   |                                   |                        |  | ещё 9 семейств | ещё 9 семейств |                          |  |                          |  | еще 153 подтвержденных вида и 154 вида, ожидающих подтверждения | еще 153 подтвержденных вида и 154 вида, ожидающих подтверждения |  |
|  |                                      |  |                                   | порядок Мальвоцветные             |                        |  |                |                | род Солнцецвет           |  |                          |  |                                                                 |                                                                 |  |
|  |                                      |  |                                   | порядок Мальвоцветные             |                        |  |                |                | род Солнцецвет           |  | 7 внутривидовых таксонов |  |                                                                 |                                                                 |  |
|  | отдел Цветковые, или Покрытосеменные |  |                                   |                                   | семейство Ладанниковые |  |                |                | Солнцецвет монетолистный |  |                          |  |                                                                 |                                                                 |  |
|  | отдел Цветковые, или Покрытосеменные |  |                                   |                                   |                        |  |                |                |                          |  |                          |  |                                                                 |                                                                 |  |
|  |                                      |  | ещё 63 порядка цветковых растений | ещё 63 порядка цветковых растений |                        |  |                | еще 7 родов    | еще 7 родов              |  |                          |  |                                                                 |                                                                 |  |
|  |                                      |  |                                   | ещё 63 порядка цветковых растений |                        |  |                |                | еще 7 родов              |  |                          |  |                                                                 |                                                                 |  |

### Внутривидовые таксоны
- Helianthemum nummularium subsp. berteroanum (Bertol.) Breistr.. Италия, юго-восток Франции.
- Helianthemum nummularium subsp. glabrum (W.D.J.Koch) Wilczek. Центральная и южная часть Европы.
- Helianthemum nummularium subsp. grandiflorum (Scop.) Schinz & Thell. Центральная и южная часть Европы.
- Helianthemum nummularium subsp. kerneri (Gottlieb & Janch. ex Janch.) Lambinon
- Helianthemum nummularium subsp. pyrenaicum (Janch.) Schinz & Thell.. Пиренеи.
- Helianthemum nummularium subsp. semiglabrum (Badarò) M.Proctor. Италия, юго-восток Франции.
- Helianthemum nummularium subsp. tomentosum (Scop.) Schinz & Thell.. Южная часть Европы.

### Синонимы
- Cistus nummularius L.
- Cistus roseus All.
- Cistus surrejanus L.
- Helianthemum arcticum Janch.
- Helianthemum chamaecistus Mill.
- Helianthemum multiflorum Ziz
- Helianthemum vulgare Garsault
- Helianthemum vulgare Gaertn.

## Галерея

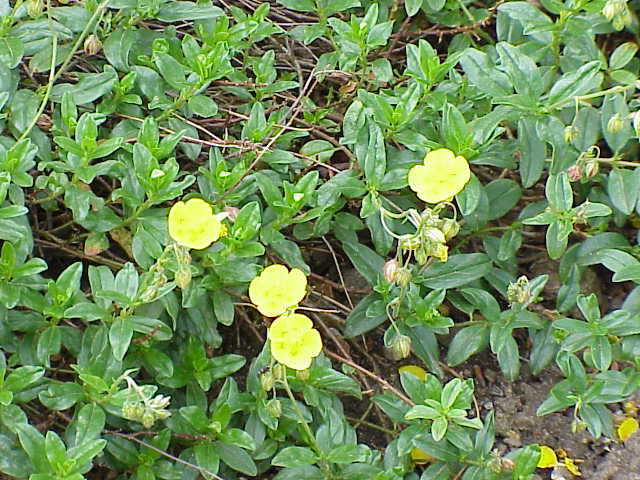
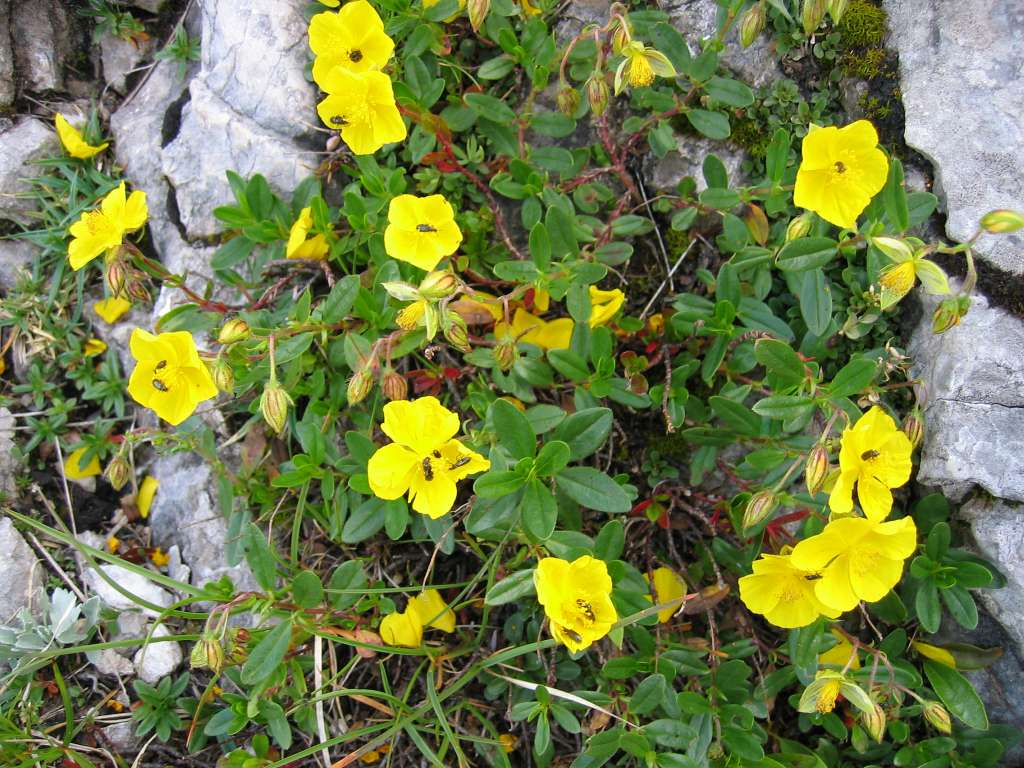
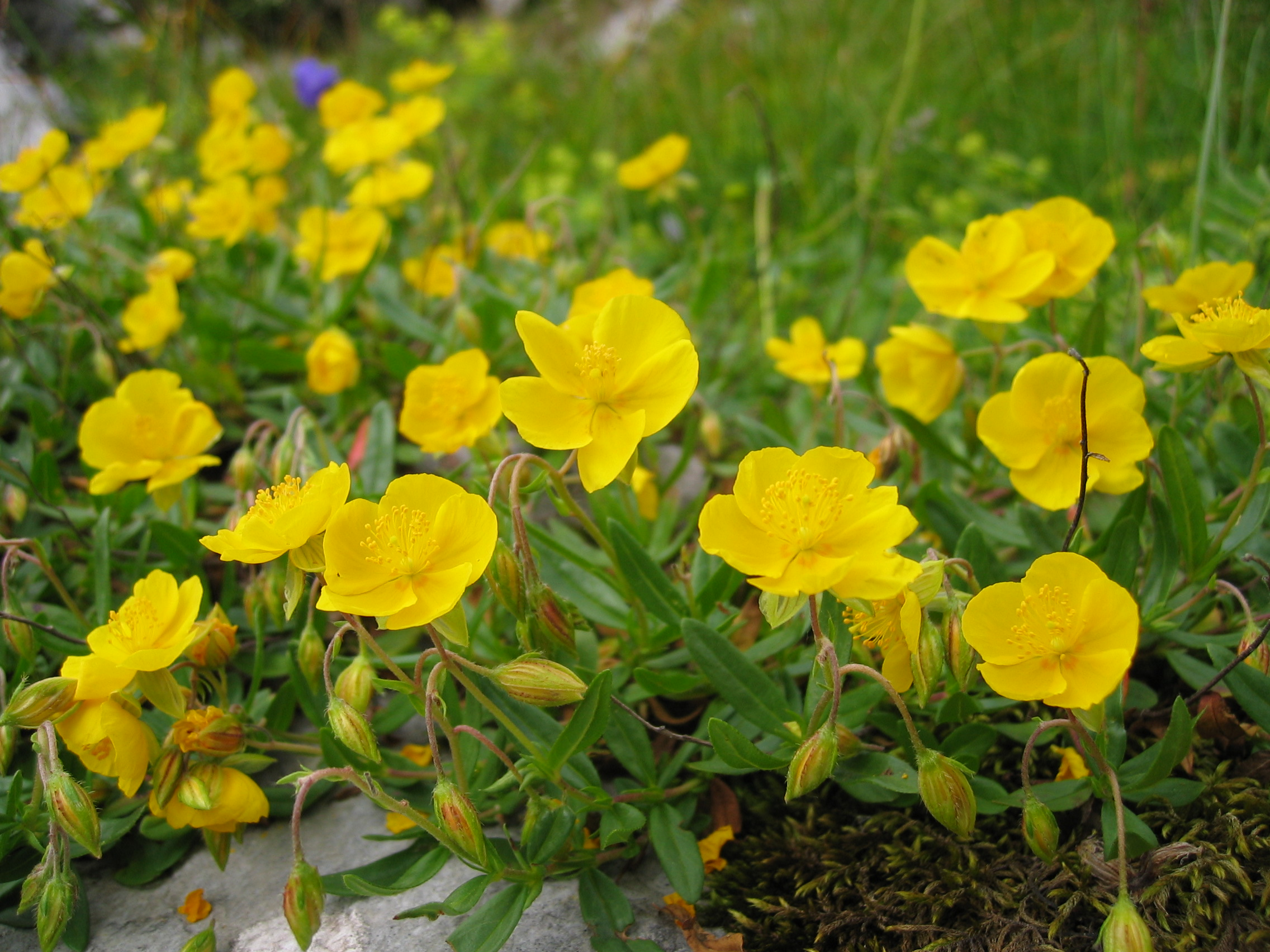

## Подвид grandiflorum (Scop.) Schinz & Thell

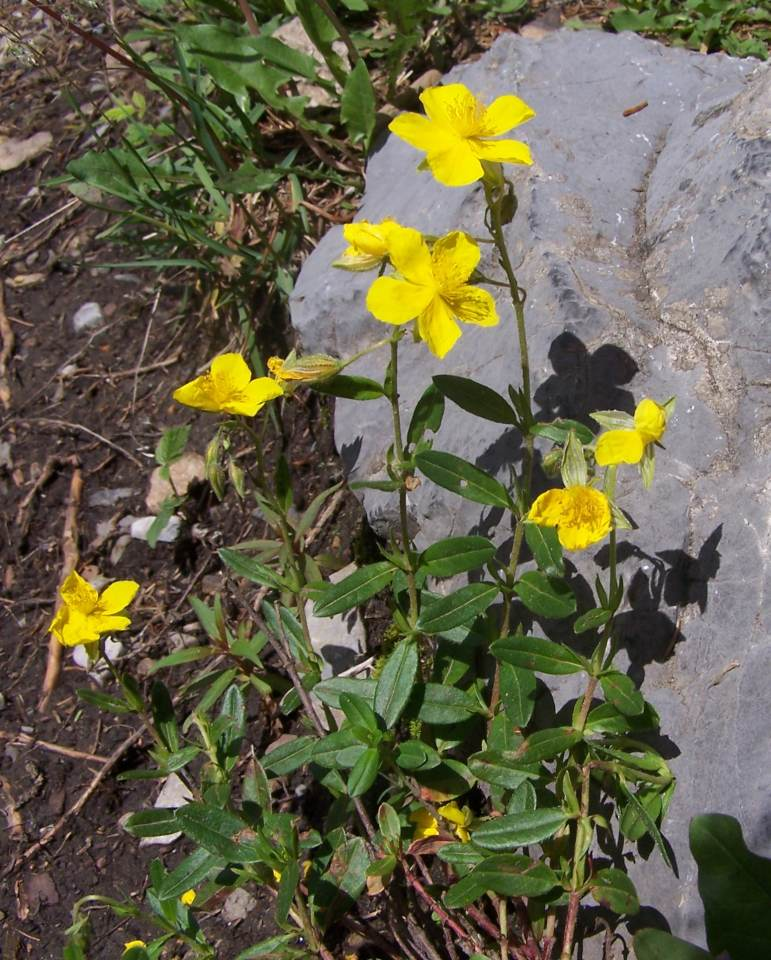
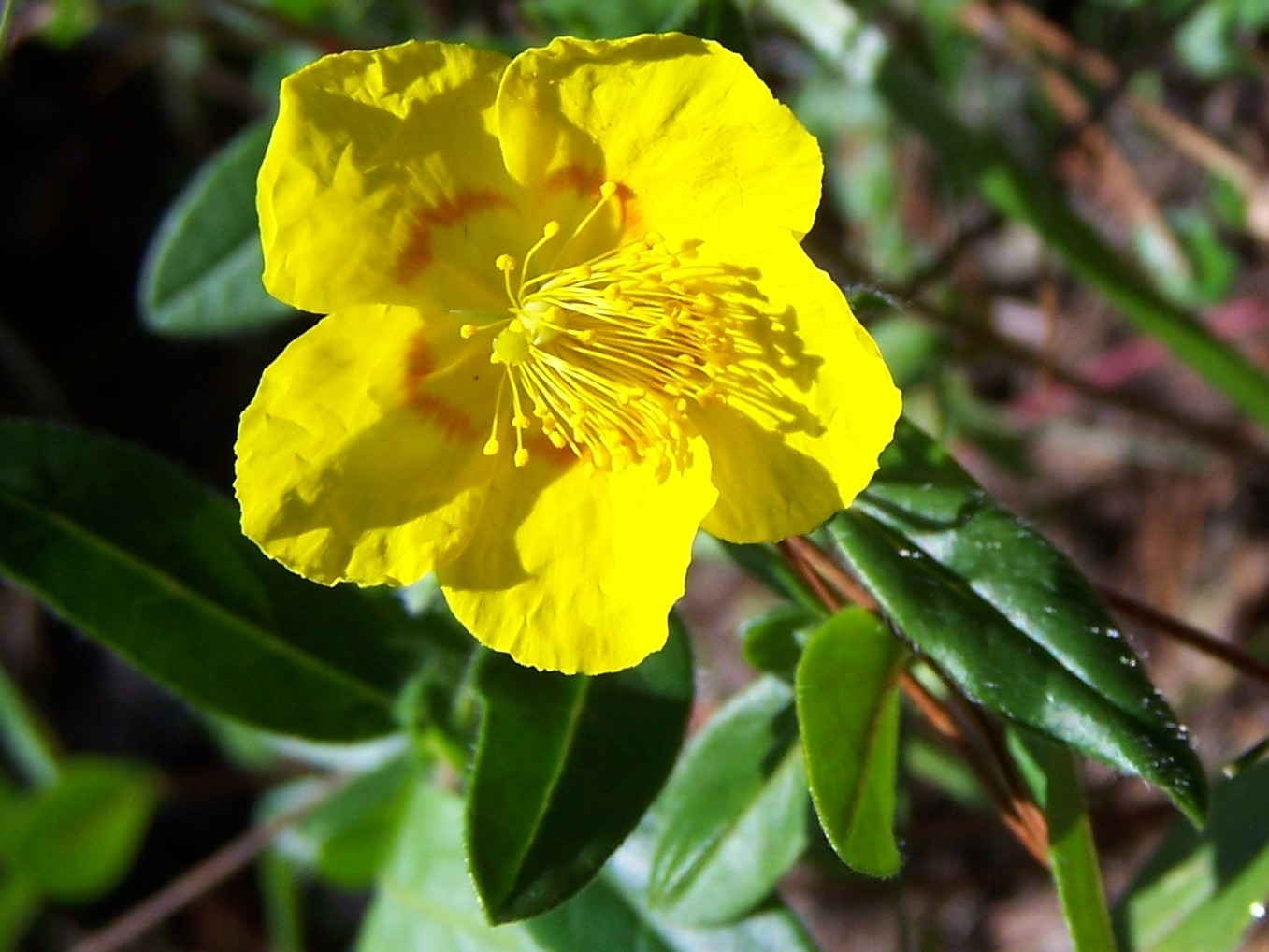

## Подвид nummularium

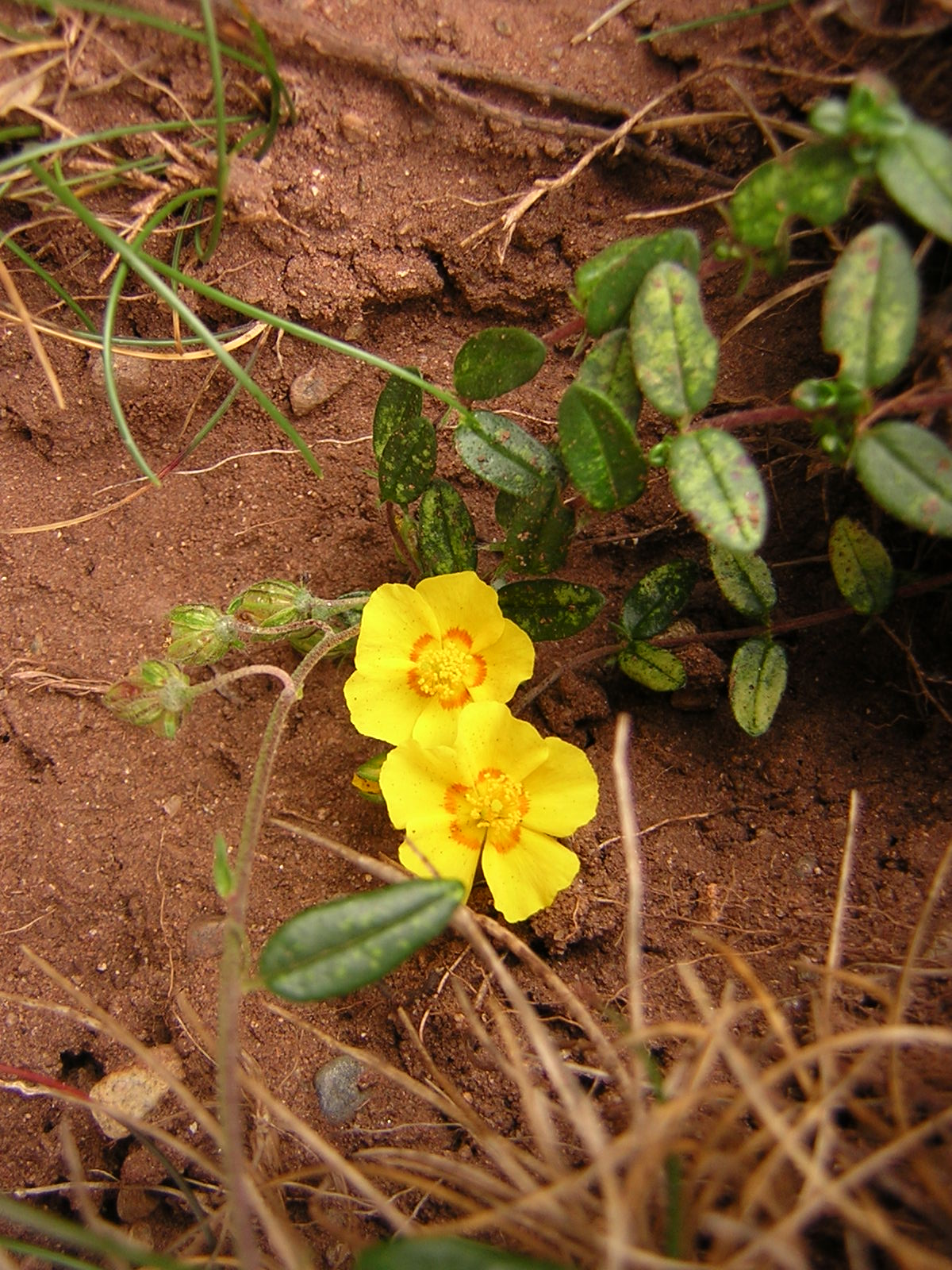
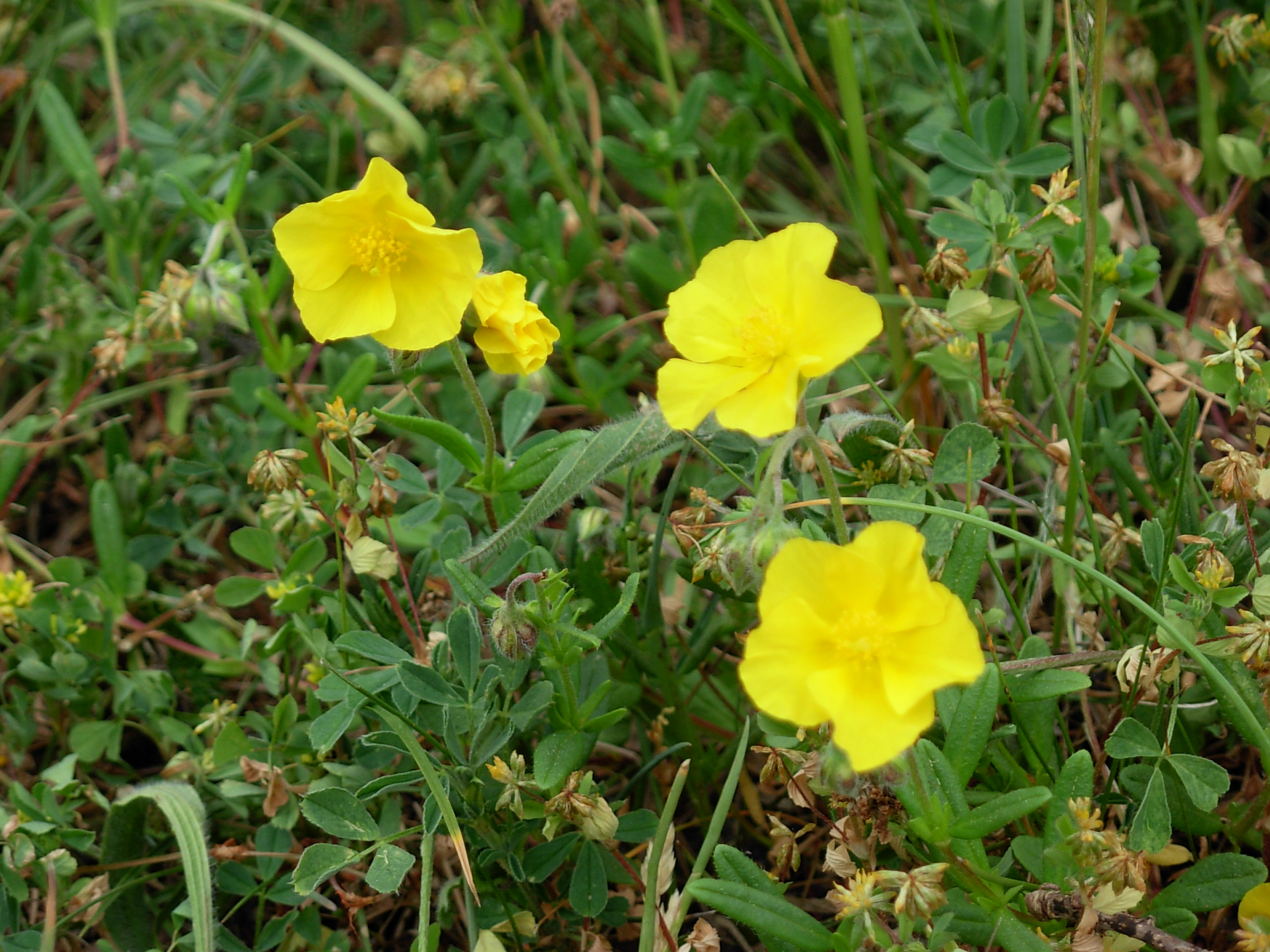

## Подвидobscurum(Čelak.) Holub

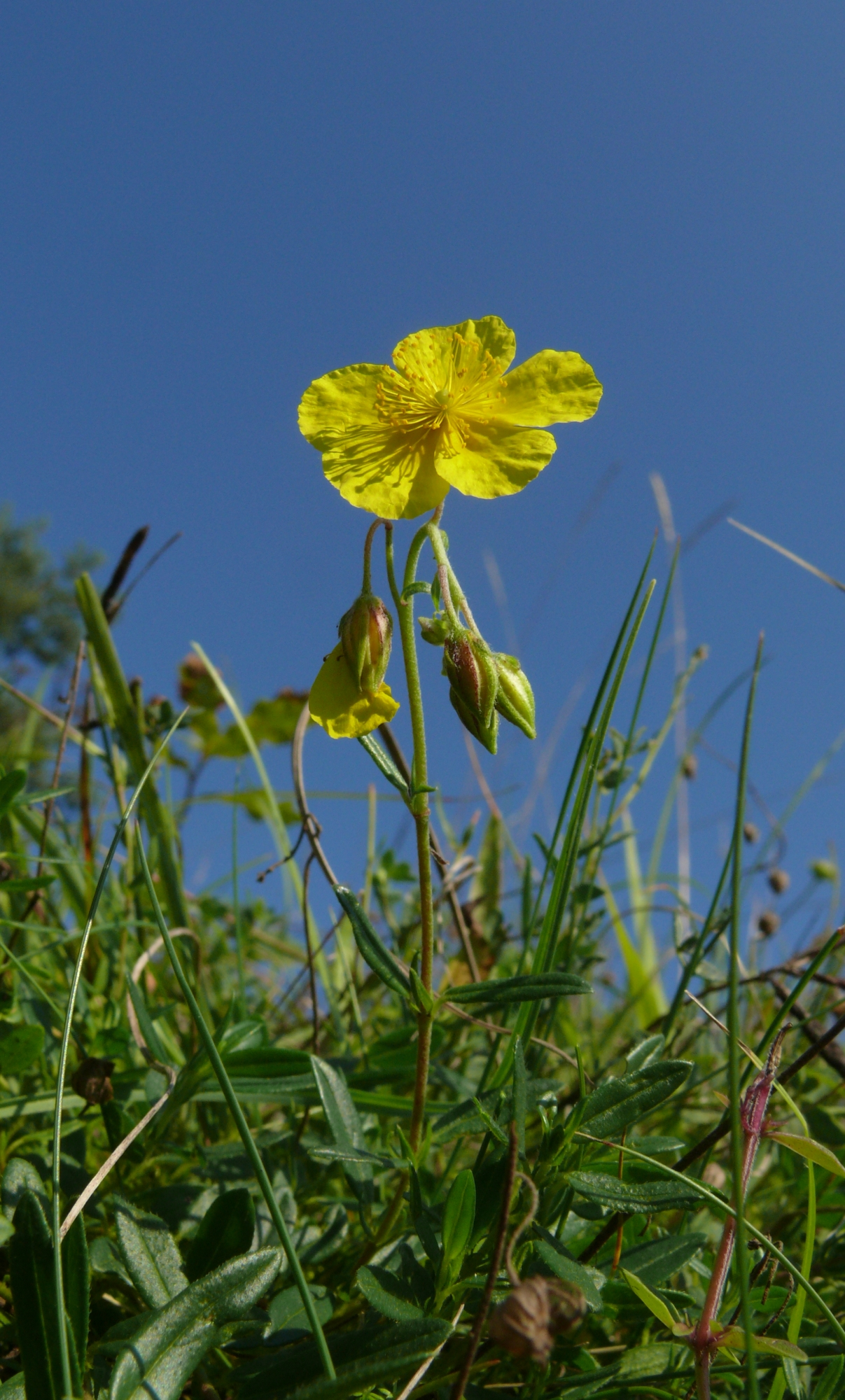
H. nummularium подвид obscurum
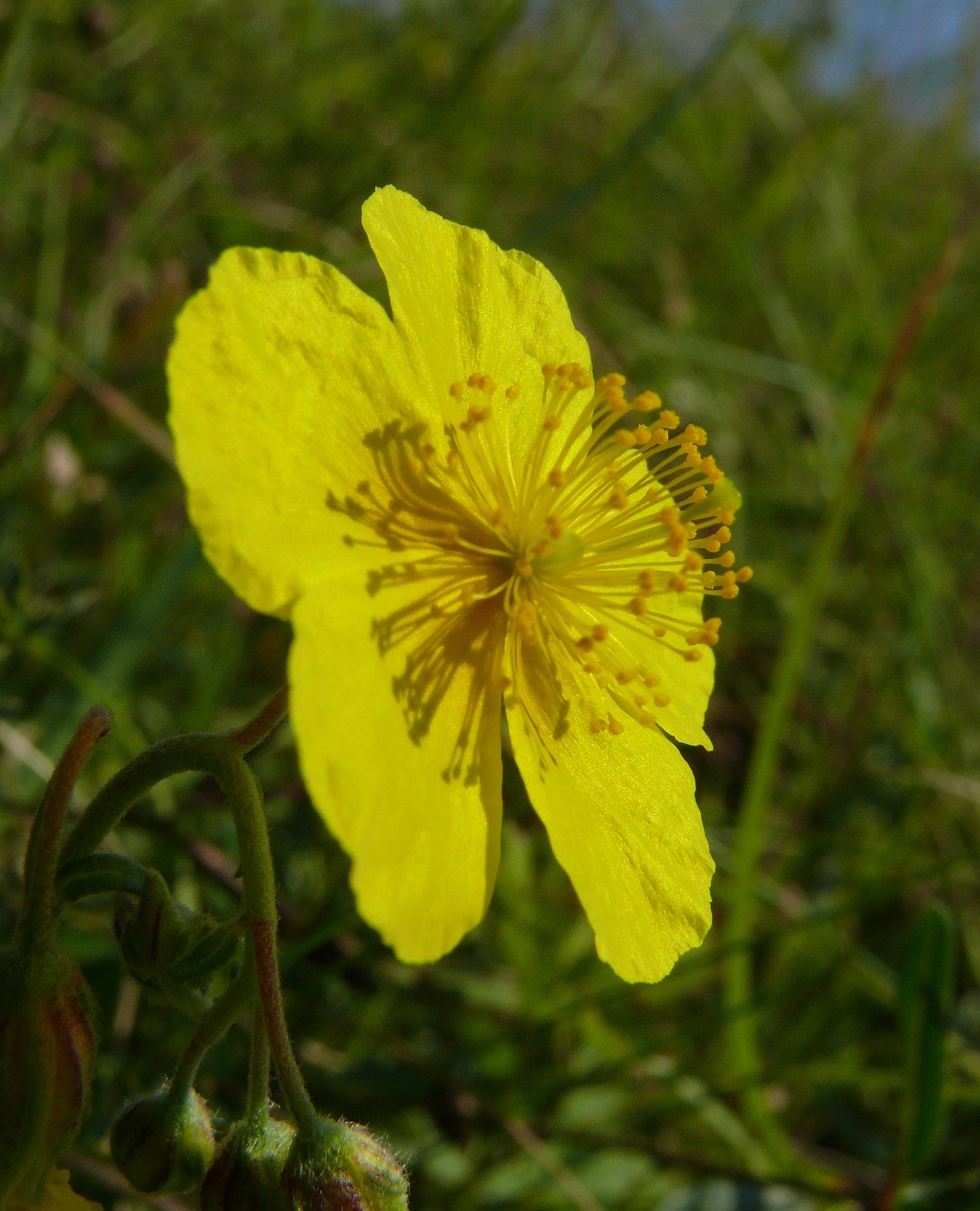
H. nummularium подвид obscurum
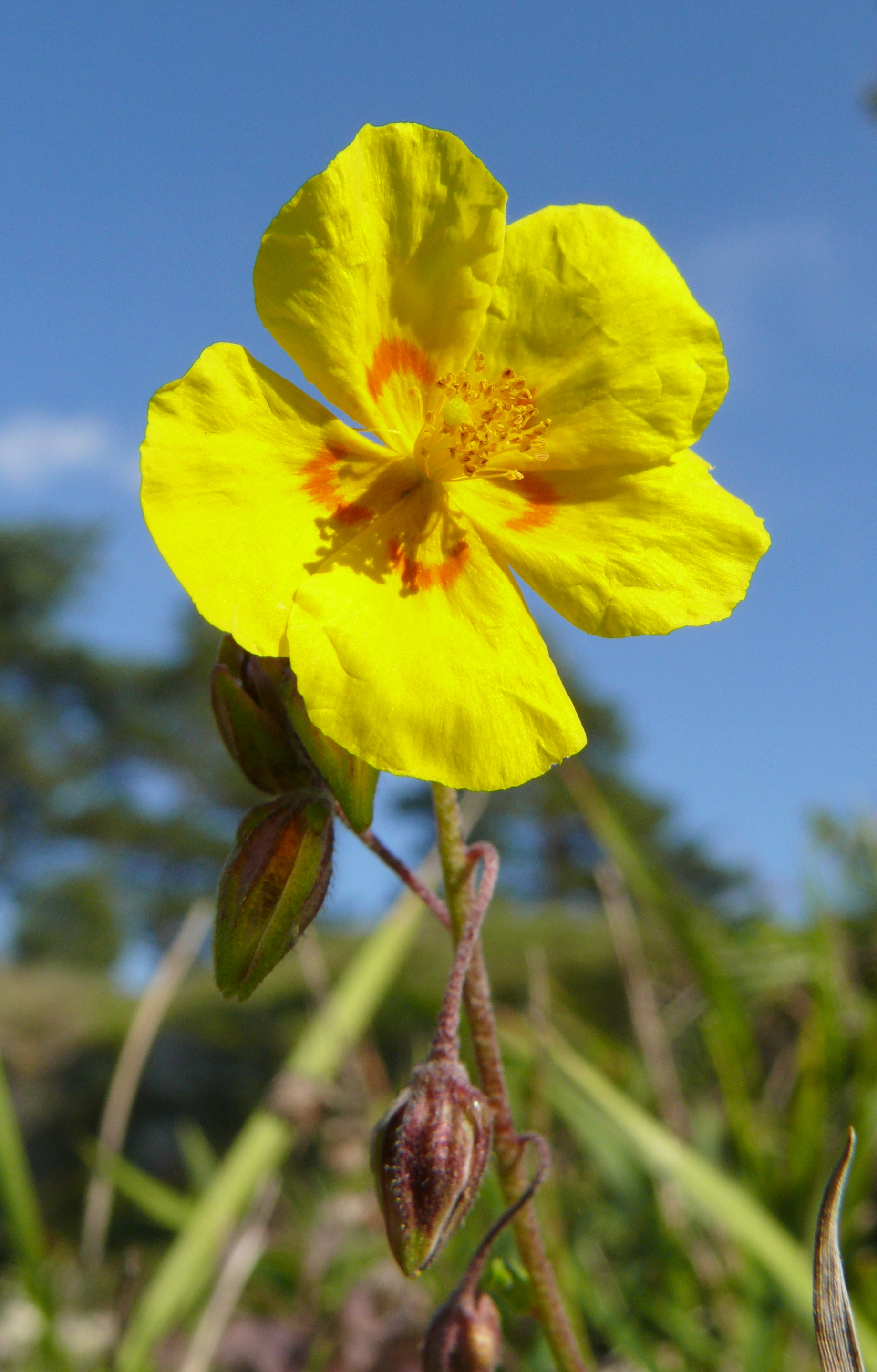
H. nummularium подвид obscurum
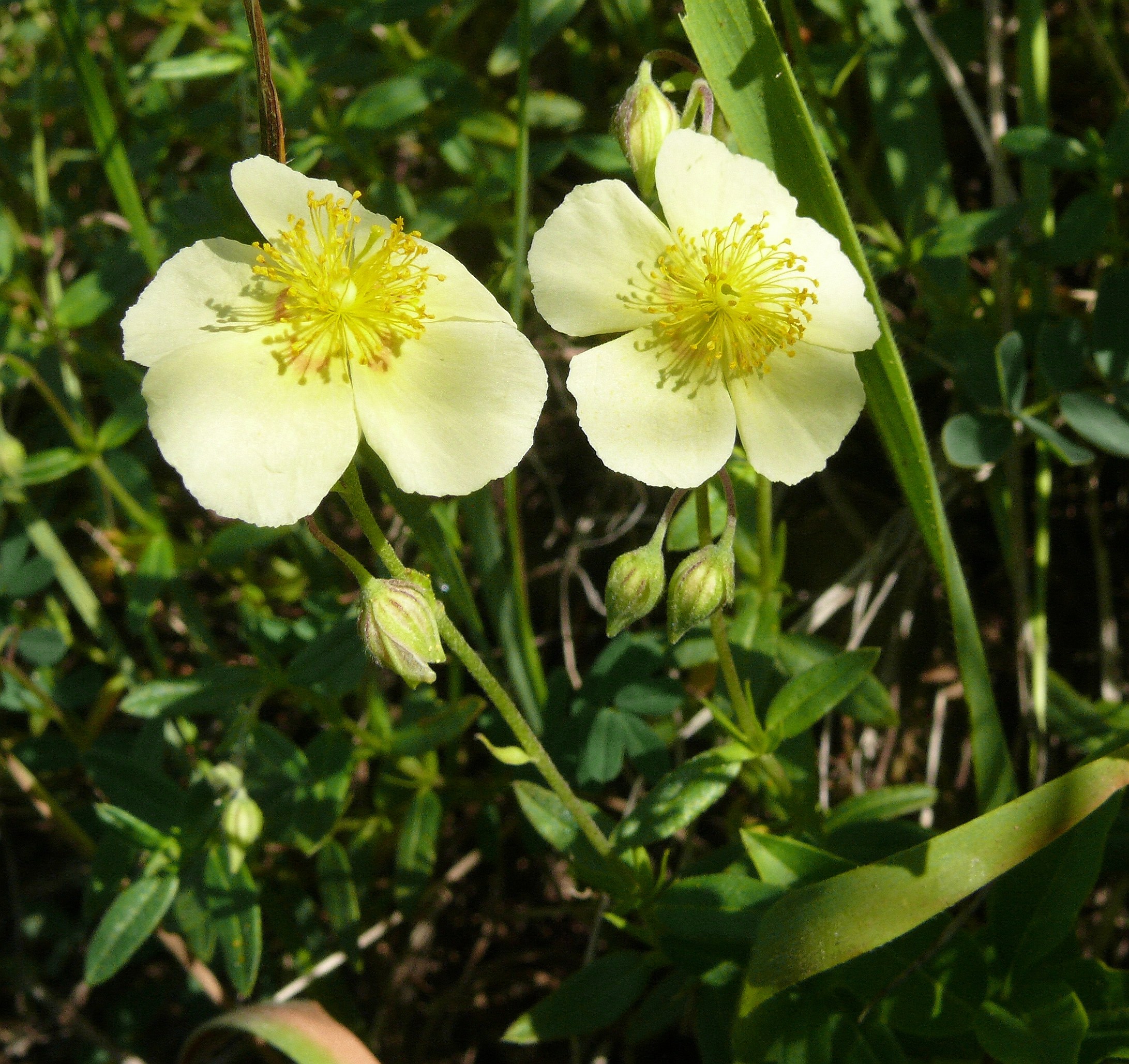
H. nummularium подвид obscurum
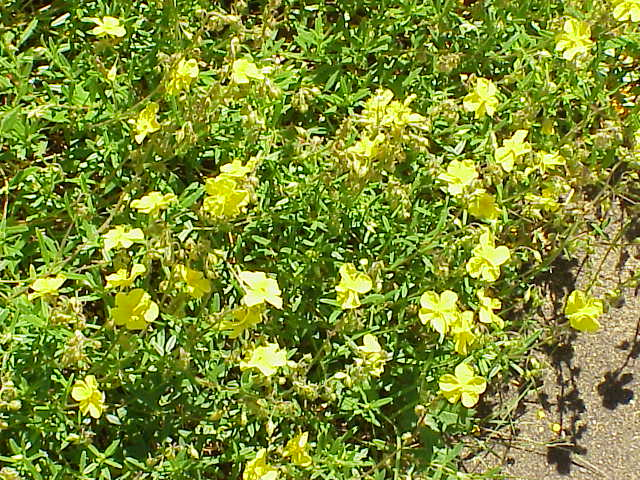
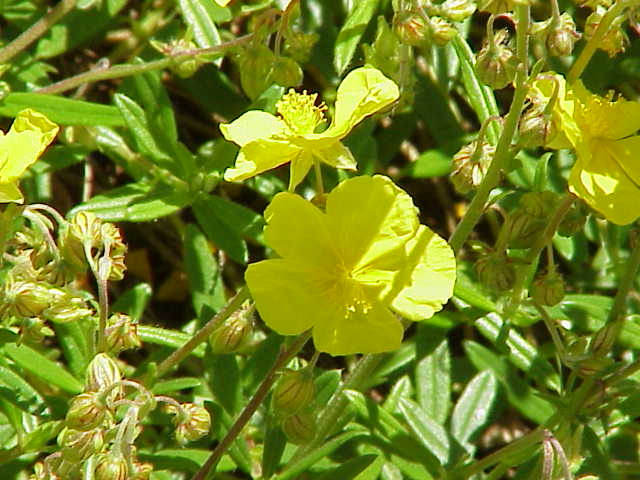

## Сорта с розовыми цветами

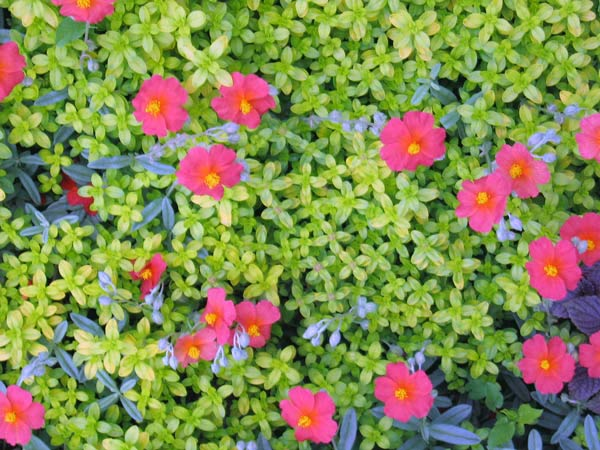
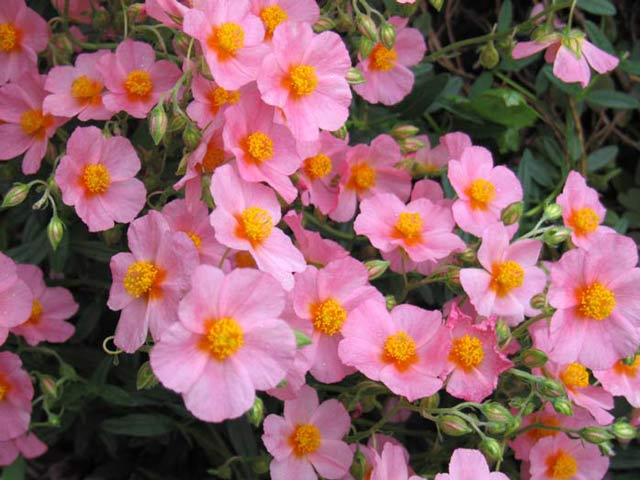

## Иллюстрации

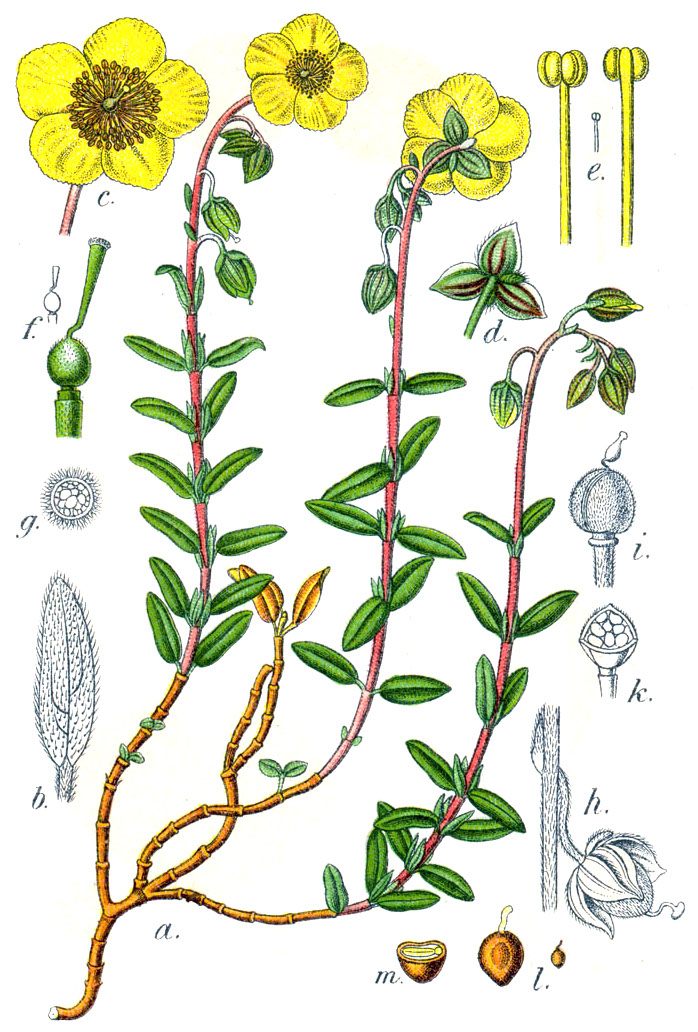
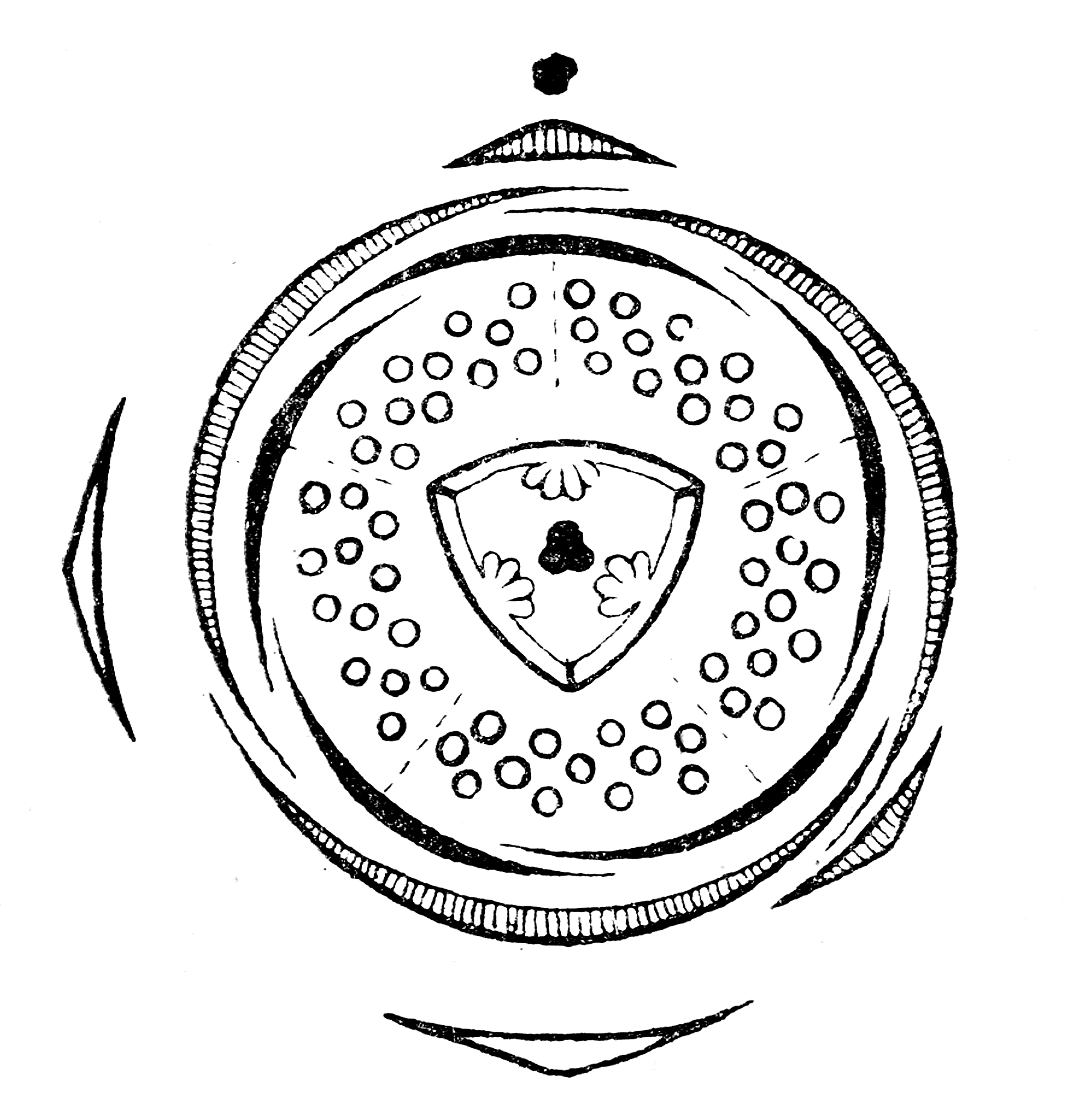
flower diagram